# الخطوط الجوية الداغستانية رحلة 372
الهبوط الاضطراري لطائرة تو-154 م في موسكو - حادث خطير الذي وقع لطائرة الركاب من طراز توبوليف 154 التابعة لشركة “South Esat Airlines” للخطوط الجوية الداغستانية، والتي كانت تقوم برحلة ذي رقم 372 من مطار دوموديدوفو في موسكو إلى مطار محج قلعة الدولي بعاصمة جمهورية داغستان في 4 ديسمبر 2010م.

## طبيعة الحادث
بعد إقلاع الطائرة من مطار فنوكوفو في موسكو في الساعة 14:07 وخلال الصعود أصبح نظام الوقود يعمل بانقطاع ومن ثم رفض محركان ( الأولى والثالثة ) من الثلاثة، عملهما.
قرر الطاقم بالهبوط الاضطراري في أقرب مطار - دوموديدوفو. وخلال عملية التخفيض رفض العمل كل من المولد ونظام الملاحة.
وفقا للملاح استطاع أفراد الطاقم أثناء التخفيض، بتشغيل نظام الطاقة الثانوية واستعادة إمدادات الطاقة الكهربائية.
في الظروف الجوية السيئة في الساعة 14:36 بتوقيت موسكو هبطت الطائرة هبوطا حادا إلى يمين مدرج “32ب” بـ 400 متر، عبرت المدرج وتدحرجت على الشريط الجانبي الأيسر الآمن وتواجهت بمنطقة وعرة وانهارت: انفصل الشاسي، واندلعت إلى النصفين، تضررت الواجهة الأمامية بشكل كبير.
وتم تدمير تدمير الذيل.
توقفت الطائرة حوالي 800 متر من نهاية مدرج 32ر و 150 متر على يسار المحور الطولي.
الأحوال الجوية في وقت الكارثة: غائم جزئيا، وضوح الأرض 10 كم.

## وفيات وإصابات
كان على متن الطائرة 163 راكبا، بينهم سبعة أطفال، وتسعة من أفراد الطاقم ..
توفي شخصان: شقيق محمد سلام محمدوف رئيس داغستان آنذاك، ووالدة حديث حجييف قاضي المحكمة الدستورية الروسية، توفيت بنوبة قلبية عن عمر 80 سنة.
كانت إصابات متفاوتة الخطورة لـ 56 شخص. تم نقل 51 مصاب إلى مختلف مستشفيات موسكو.

## طاقم
وفقا لتقارير وسائل الإعلام نقلا عن الوكالة الاتحادية الروسية للنقل الجوي، كان طاقم الطائرة أصحاب خبرة في مجال التحليق.
قائد الطائرة زَكُرْجَايِفْ زَكُرْجا محمدوفيتش من مواليد 1950 م، بلغ مجموع تحلقه إلى 17500 ساعة. مساعد الطيار شَمَالُوف محمد، عدد تحلقه 3047 ساعة.

## وصلات خارجية
- Аварийная посадка в Аэропорту «Домодедово» — информация авиакомпании «Дагестанские авиалинии»
- Пассажиры Ту-154 хладнокровно снимали на мобильники место трагедии // vesti.ru.
- Брат президента Дагестана погиб в момент аварии Ту-154 в аэропорту Домодедово // vesti.ru.